# 阿薩巴斯卡谷
阿薩巴斯卡谷（Athabasca Valles）是火星上埃律西昂區一条溢出河道，是災難性洪水切穿火星表面形成的。該峽谷長度約285公里，以加拿大阿萨巴斯卡河命名。

## 地理狀況
阿薩巴斯卡谷是火星表面已知最年輕的地理特徵之一，在火星歷史中可能形成相當晚。洪水產生了相當特殊的淚滴狀地形，相當類似地球上美國華盛頓州東部的水道疤地地形。一般認為這樣的地形是洪水在能夠抗侵蝕的基岩露頭或撞擊坑後方將攜帶物質沉積而形成。洪水的來源一般認為是位於10N°, 157E°的科柏洛斯槽溝。地下水可能被鎖在冰凍圈中，當槽溝形成時地下水就洩出。

## 地質研究
火星偵察軌道器的高解析度成像科學設備（HiRISE）拍攝的超高解析度影像顯示所有的洪水地形都被熔岩流覆蓋（Jaeger et al., 2007）。
2010年1月發表的一篇論文描述在當地發現了面積相當於美國奧勒岡州的大規模熔岩流，這些熔岩流「在最多數星期內洶湧的流過這個區域」。這個接近阿薩巴斯卡谷的熔岩流是火星上最年輕的熔岩流。一般認為形成時間是晚期亞馬遜紀。
阿薩巴斯卡谷的谷底穿插了數千個因為蒸氣在熔岩流中爆發形成的小型椎狀和環狀丘。因為洪水侵蝕的表面已經被熔岩附蓋，因此難以確定洪水經過阿薩巴斯卡谷的年代。而洪水可能是因為上升的岩漿引起，因此洪水和熔岩是同時期發生的，但尚待證實。
阿薩巴斯卡谷內大約80%的撞擊坑都是形成祖尼爾撞擊坑時一起產生的次級撞擊坑
HiRISE拍攝的阿薩巴斯卡谷區域影像顯示了該區域的地形特徵是因為冰的膨脹和收縮形成。因為這些渠道內的地理特徵只在2百萬年前發生，這暗示了火星較溫暖氣候延續到了比我們一般想像的時間晚。形成這樣的地形必須是冰熔化成水和水重新冰凍的狀態下。來自HiRISE的超高解析度影像發現該區域地形相當類似地球上凍土融化區域（多邊型圖案地、樹枝狀渠道、塊狀碎片和丘/錐狀結構）。

## 圖片集

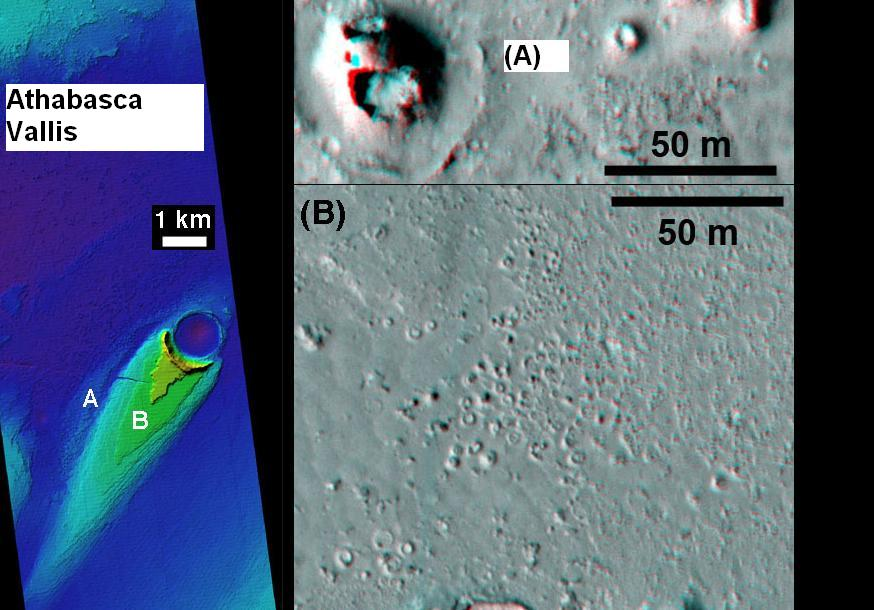
HiRISE拍攝的阿薩巴斯卡谷內錐狀地形。錐狀地形的形成是因為融岩和冰的交互作用。影像上方的的較大錐狀地形是因為水/水蒸氣強行通過較厚的熔岩層。高度以不同顏色表示；最高處以紅色代表，最低處以藍色代表，高度差170公尺。